# Brelan
Brelan (del francés antiguo: brelenc) es un famoso juego francés de apuestas rápidamente crecientes del siglo XVII al XIX, y de ahí también el nombre de un jugador de cartas, de un jugador o el nombre del lugar donde se jugaba.El juego es bastante similar al juego de Bouillotte, pero ya no se juega.

## Historia

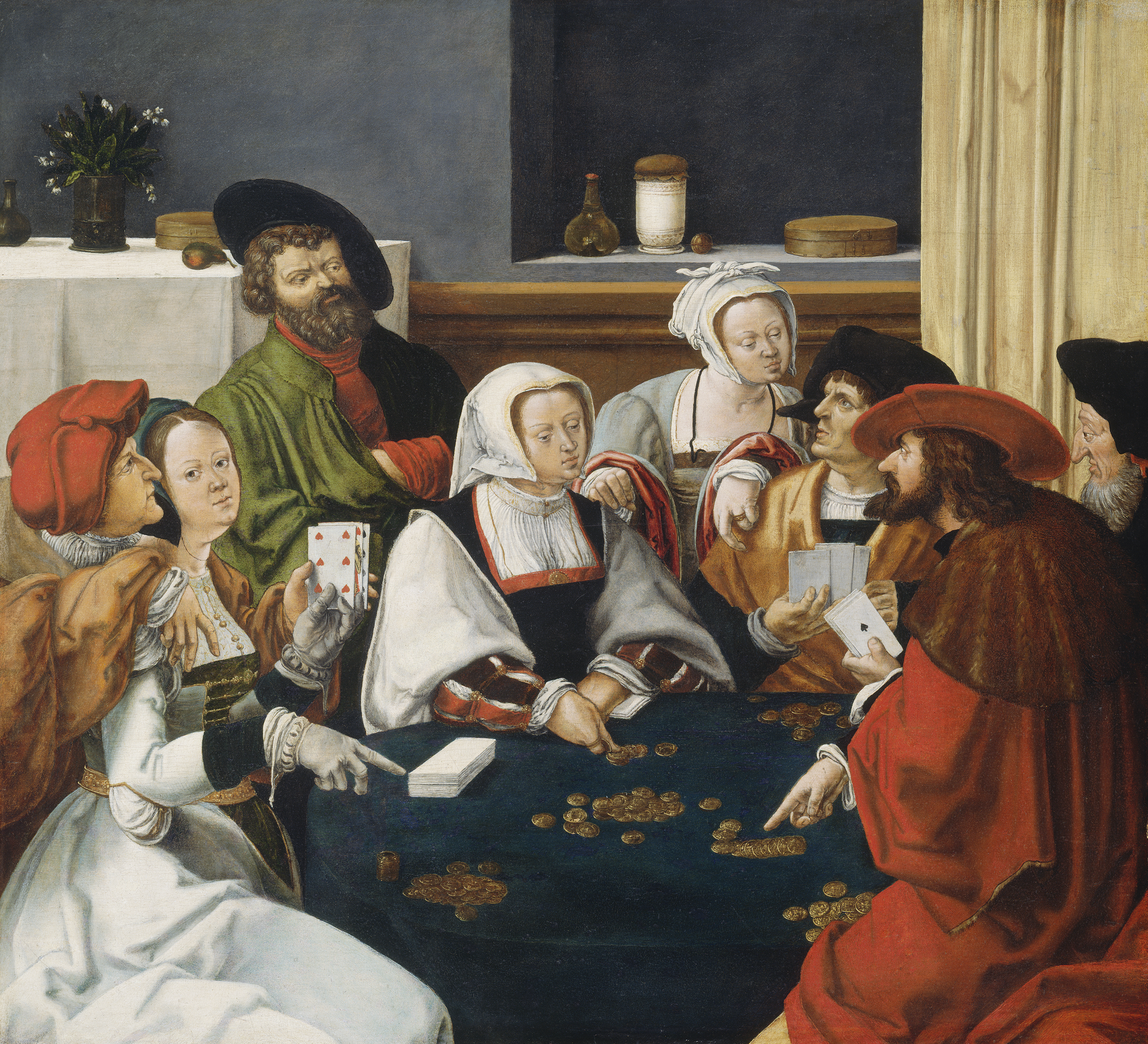
Jugadores de cartas entre 1550 y 1599

En el Antiguo Francés, un brelan, berlan o berlenc (del Alto Alemán: bretling = "tablero, mesa") era una mesa en la que la gente jugaba a los dados. El juego de Brelan, también conocido como breland, cuyo nombre y reglas variaron con el tiempo, apareció por primera vez en un edicto de Lille, Francia, en 1458. En la novela de Crébillon "Le Hasard du coin du feu" de 1763, el juego de "Brelan" ocupa un lugar central. A menudo se considera que comparte raíces con un juego renacentista llamado Primero y Primo visto. El juego se registra como Treschaken en un diccionario de dialecto de Holstein en 1802, donde se equipara al bréland francés.
En Inglaterra, el Brelan finalmente se desarrolló en el juego de Brag, también conocido como Bragg, donde la posibilidad de hacer bluff es una parte importante del juego. Evidentemente, se derivó del juego de Brelan y luego evolucionó hacia el Bouillotte, que floreció durante la Revolución Francesa. La mayoría de los expertos creen que todos estos juegos de cartas anteriores jugaron un papel importante en la formación del póker moderno, el representante más famoso de una familia de juegos muy antigua y siempre muy popular, todos los cuales se pueden rastrear aún más hasta el antiguo juego francés de Gilet (Gillet, Gile o Trionfetti), que puede considerarse el ancestro europeo más antiguo del póker.

## El juego
El brelan lo juegan tres, cuatro o cinco jugadores, con una baraja de 32 cartas, cada uno recibe 3 cartas y una cuarta vuelta de la pila. La mejor mano es un brelan carre, o cuatro iguales, hecho con la ayuda de la carta girada sobre la mesa, seguido de un brelan simple o prial. El brelan favori es una pareja real compuesta por 2 cartas en la mano y la carta dada la vuelta.
En el Brelan Cavé, el juego se limita a un número determinado de rondas, la bouillotte, por el contrario, dura mientras haya jugadores en la partida que aún no hayan perdido sus apuestas.

## Biografía
- Cauquetoux, Anne (11 de octubre de 2007). Cache-cache et chat perché: les mots du jeu [El escondite y el gato posado: las palabras del juego.] (en francés). Le Robert. ISBN 2849023906.
- C. & G. Merriam Co (1913). Webster's Revised Unabridged Dictionary [Diccionario íntegro revisado de Webster] (en inglés). C. & G. Merriam Co.
- Cousin d'Avallon, Charles Yves (1842). Académie Universelle Des Jeux, Ou, Dictionnaire Méthodique Et Raisonné De Tous Les Jeux Qui Se Jouent Généralement, Par L. C***, Amateur... - Primary Source Edition (en francés) (3rd edición). Nabu Press. p. 57. ISBN 129312222X.
- Schütze, Johann Friedrich (1806). Holsteinisches Idiotikon, Part 4, . (en alemán). Hammerich, Hamburg-Altona.
- Lalanne, Philippe (20 de diciembre de 2011). Le Salon des jeux - Académie des jeux oubliés (en francés). Archivado desde el original el 13 de noviembre de 2021. Consultado el 16 de julio de 2023.
- Parlett, David (1992). Oxford Dictionary of Card Games (en inglés). Oxford University Press. p. 37. ISBN 0-19-869173-4.
- Coffman Crocker, Mary E. (1997). Schaum's Outline of French Vocabulary [Esquema de Schaum del vocabulario francés] (en inglés). McGraw-Hill. p. 322. ISBN 0070138869.

- Datos: Q4960498